# Shenditake 1
Shenditake 1 (chinesisch 深地塔科1, Pinyin Shēnde tǎkē yi) war eine chinesische Forschungs-Tiefbohrung. Es ist Asiens tiefstes Bohrloch und die zweittiefste Bohrung nach der Kola-Bohrung in Russland.
Der staatliche chinesische Ölkonzern CNPC bohrte im Tarimbecken in der Taklamakan-Wüste der westchinesischen Region Xinjiang innerhalb von 580 Tagen ein Bohrloch bis in die Tiefe von 10.910 Metern. die Arbeiten begannen am 30. Mai 2023. Am 4. März 2024 wurde die 10.000-Meter-Marke erreicht.
Das Loch ist Teil eines wissenschaftlichen Projekts, das nicht nur nach Öl- und Gasvorkommen sucht, sondern auch die Erforschung der Erdgeschichte und Geologie des tiefen Erdinneren vorantreiben soll.
Zu den besonderen technischen Innovationen gehören die weltweit erste automatisierte Bohranlage für 12.000-Meter-Bohrungen, eine 220°C-Superhochtemperatur-Bohrflüssigkeit, ein Neigungsmesser und hochtemperaturbeständige Schrauben.